# آل محمد بن عبد الله آل معمر
ابن محمد هو تاسع أمراء إمارة العيينة، وهو ابن محمد ابن الأمير عبد الله ولا يعرف اسمه، وقد وصل للحكم بعد أن قام وإخوته آل محمد بقتل ابن عمهم الأمير دواس بن حمد بن عبد الله أمير العيينة السابق، والذي قتل عمهم الأمير ناصر بن عبد الله الأمير الأسبق، ولم يطل حكمه حيث استولى ابن عمهم محمد بن حمد بن عبد الله شقيق الأمير دواس على الحكم وأجلى آل محمد من العيينة في 1059 للهجرة.